# Valea Neajlovului
Valea Neajlovului este o arie protejată de interes național ce corespunde categoriei a IV-a IUCN (rezervație naturală de tip floristic și peisagistic) situată în județul Dâmbovița, pe teritoriul administrativ al comunelor Petrești și Vișina.

## Localizare
Aria naturală se află în extremitatea vestică a județului Dâmbovița (aproape de limita teritorială cu județul Argeș), în lunca Neajlovului (afluent de dreapta a râului Argeș), în partea nordică a satului Broșteni, lângă drumul județean (DJ611) care leagă localitatea Vișina de Petrești, aproape de rezervația naturală Izvorul de la Corbii Ciungi. 

## Descriere
Rezervația naturală cu o suprafață de 15 hectare a fost declarată arie protejată prin Hotărârea de Guvern Nr.2151 din 30 noiembrie 2004 (privind instituirea regimului de arie naturală protejată pentru noi zone) și reprezintă o pajiște în lunca râului Neajlov cu rol de protecție pentru o populație de narcise din specia Narcissus stellaris. 

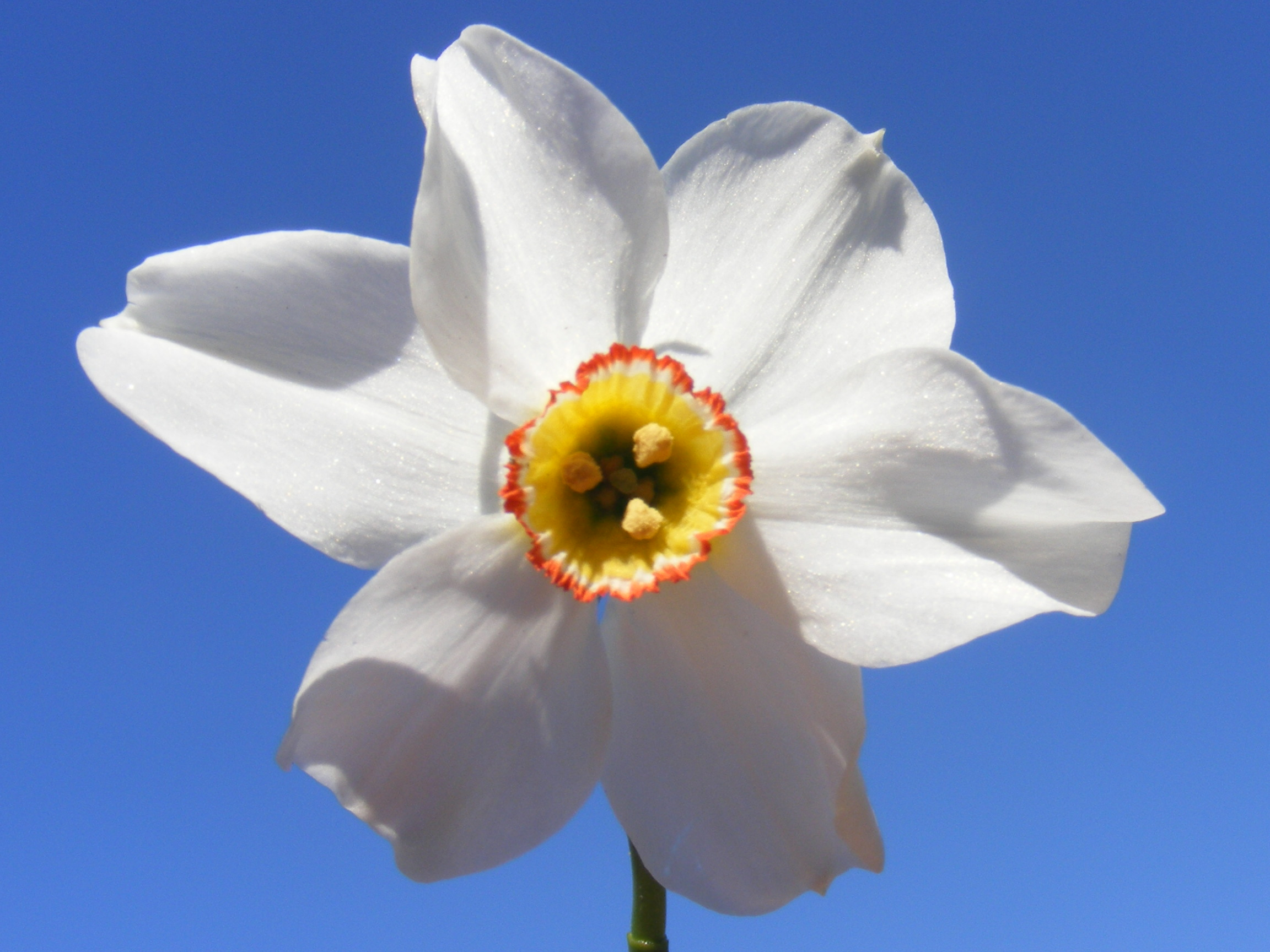
Narcisă

În arealul rezervației, alături de narcise vegetează mai multe specii ierboase palustre, printre care: untișor (Ranunculus ficaria), floare de leac (Ranunculus repens), păiuș (Festuca rupicola), trânjoaică (Ranunculus illyricus), firuță bulboasă (Poa bulbosa) sau coada vulpii (Alopecurus pratensis)